# Amphipyra cinnamomea
Amphipyra cinnamomea is een vlinder uit de familie uilen (Noctuidae). De wetenschappelijke naam is voor het eerst geldig gepubliceerd in 1781 door Goeze.
De soort komt voor in Europa.